# گراش (قلعه گنج)
گراش یک روستا در ایران است که در دهستان رمشک، بخش چاه دادخدا در شهرستان قلعه‌گنج استان کرمان واقع شده‌است. گراش ۵۱ نفر جمعیت دارد.